# 中华人民共和国国旗法
《中华人民共和国国旗法》是由中华人民共和国全国人民代表大会常务委员会所制定，規範中华人民共和国国旗相關事務的法律。

## 立法依据
关于《中华人民共和国国旗法（草案）》的说明

## 正式实施及相关内容
《中华人民共和国国旗法(草案)》于1990年6月28日的第七届全国人民代表大会常务委员会第14次会议上通过，并经国家主席杨尚昆签署中华人民共和国主席令第28号正式公布，自1990年10月1日起开始施行。2009年8月27日，经第十一届全国人民代表大会常务委员会第10次会议对本法进行了修订。全文总计20条，附有国旗制法说明。2020年10月17日，十三届全国人大常委会第二十二次会议對国旗法實施修訂，修訂後版本於2021年1月1日起施行。

### 在港澳地区的实施
1997年7月1日，全國人大常委會把《国旗法》纳入《香港特别行政区基本法》的附件三中。臨時立法会於同日制定《国旗及国徽条例》，为《国旗法》在香港的本地立法。2020年10月17日全国人大常委会通过修订后的《国旗法》后，香港特區政府表示會對《國旗及國徽條例》作出適當修訂，以實施適用於香港特區的規定，履行憲制責任。2021年9月29日，香港立法会三读通过《2021年国旗及国徽（修订）条例草案》。
自《澳门特别行政区基本法》於1993年3月31日制定時，《国旗法》中已經在其附件三中。澳门特别行政区立法会於1999年12月20日通過《第5/1999号法律》，为《国旗法》在澳门的本地立法。2020年10月23日，澳门特区政府行政法务司司长张永春在行政会新闻发布会上回应记者问题时表示，特区政府将启动修改国旗、国徽本地法律的工作。2021年7月27日，澳门特别行政区《修改第5/2019号行政法规〈关于使用国旗、国徽、区旗、区徽及奏唱国歌的具体规定〉》行政法规与《修改第5/1999号法律〈国旗、国徽及国歌的使用及保护〉》法律同时生效。

## 争议
2017年7月30日举行的庆祝中国人民解放军建军90周年阅兵行列中，中国共产党党旗领先于中华人民共和国国旗。2019年10月1日举行的庆祝中华人民共和国成立70周年大会阅兵式上，也同样出现党旗领先于国旗的情况。此举被认为违反《中华人民共和国国旗法》第十五条第二款规定：“列队举持国旗和其他旗帜行进时，国旗应当在其他旗帜之前。”
但是，亦有人认为，此举（以及建军90周年阅兵）是按照《国旗法》第十条的规定：“第十条　军事机关、军队营区、军用舰船，按照中央军事委员会的有关规定升挂国旗。”
其后，2020年《国旗法》修订将第十条改为第十一条，规定“中国人民解放军和中国人民武装警察部队升挂、使用国旗的办法，由中央军事委员会规定。”
《国旗法》明确规定，担任过国家主席、全国人大常委会委员长、国务院总理、国家军委主席、全国政协主席的国家级正职领导人在去世后，应降半旗致哀。然而赵紫阳和华国锋都曾担任总理，但他们去世时并没有降半旗。位居中国国家主席之上的中共中央总书记逝世时也会下半旗致哀，例如1989年逝世的原总书记胡耀邦。